# Nemoria daedalea
Nemoria daedalea là một loài bướm đêm trong họ Geometridae.